# Martin Franzbach
Martin Franzbach (* 1936) ist ein deutscher Hispanist und Hochschullehrer. Bis zu seiner Emeritierung war er Professor für Literatur- und Sozialgeschichte Spaniens und Lateinamerikas am Lehrstuhl für spanischsprachige Literaturen an der Universität Bremen. Seine Forschungsschwerpunkte sind die Literatur und Geschichte Kubas und die Fachgeschichte der Iberoromanistik.
Er gehört dem Institut Ibero-Amerika und dem Instituto Cervantes Hamburg an und lebt in Hamburg.

## Publikationen (Auswahl)
- Lessings Huarte-Übersetzung (1752). Die Rezeption und Wirkungsgeschichte des ‚Examen de Ingenios para las Ciencias‘ (1575). Walter de Gruyter, 1965, ISBN 3-11-000049-0.
- Abriß der spanischen und portugiesischen Literaturgeschichte in Tabellen. 
  - Athenäum, Frankfurt am Main/Bonn, 1968
  - Koch Buchverlag, Planegg, 1986, ISBN 3-7610-5411-4.
- Kritische Arbeiten zur Literatur- und Sozialgeschichte Spaniens, Frankreichs und Lateinamerikas (Studien zur Literatur- und Sozialgeschichte Spaniens und Lateinamerikas 1). Bouvier, Bonn, 1975, ISBN 3-416-01045-0.
- Pladoyer fur eine kritische Hispanistik (Editionen der Ibero-Americana Reihe 3, Monographien und Aufsatze 1). Iberoamericana/Vervuert, 1978, ISBN 3-921600-02-2.
- Die Hinwendung Spaniens zu Europa (Reihe Erträge der Forschung). WBG, Darmstadt, 1988, ISBN 3-534-01273-9.
- Kuba. Materialien zur Landeskunde. Iberoamericana/Vervuert, 3. Aufl. 1988, ISBN 3-89354-008-3.
- Kuba. Die neue Welt der Literatur in der Karibik. Pahl-Rugenstein Verlag, 1991, ISBN  3-7609-0887-X.
- Cervantes. (Universal-Bibliothek) Philipp Reclam jun, Stuttgart 1991 ff., ISBN 3-15-008690-6.
- Geschichte der spanischen Literatur im Überblick. (Universal-Bibliothek. Nr. 8861). Philipp Reclam jun., Stuttgart, 1993, ISBN 3-15-008861-5.
- La Isla Entera. Historia social de la literatura cubana (1959–1999). Madrid 2000.
- Sozialgeschichte der kubanischen Literatur (1608–1958). (Reihe Bibliotheca Romanica et Latina, vol. 14.) Valentia, Frankfurt am Main, 2012, ISBN 978-3-936132-14-4.
- Sozialgeschichte der spanischen Literatur in Deutschland. (Reihe Hispano-Americana: Geschichte, Sprache, Literatur; Bd. 51.) Peter Lang Edition, Frankfurt am Main, 2016, ISBN 978-3-631-67246-4.